# Villapedre (Sarria)
Villapedre (llamada oficialmente San Fiz de Vilapedre) es una parroquia española del municipio de Sarria, en la provincia de Lugo, Galicia.

## Otras denominaciones
La parroquia también es conocida por el nombre de San Félix de Villapedre.

## Organización territorial
La parroquia está formada por cinco entidades de población, constando cuatro de ellas en el nomenclátor del Instituto Nacional de Estadística español:

### Entidades de población
Entidades de población que forman parte de la parroquia:
- Pereiro
- San Fiz
- Tremeado
- Zanfoga

### Despoblado
Despoblado que forma parte de la parroquia:
- Ferreiro (Ferreiros)

## Demografía
| Gráfica de evolución demográfica de Villapedre entre 2000 y 2021 |
|                                                                  |
| Datos según el nomenclátor publicado por el INE.                 |